# Zeilen op de Olympische Zomerspelen 2000

Olympische klassen in 2000

Zeilen is een van de sporten die beoefend werden tijdens de Olympische Zomerspelen 2000 in Sydney. De zeilwedstrijden vonden plaats in de Rushcutters Bay.
Er werd in elf zeilklassen om de medailles werd gestreden, drie voor mannen, drie voor vrouwen en vijf open klassen. In vergelijking met de Spelen van 1996 was de 49er-klasse toegevoegd bij de Open klassen.
Voor Nederland behaalde Margriet Matthijsse een zilveren medaille in de Europe klasse. België behaalde geen zeilmedailles op deze Spelen. De Nederlandse Antillen behaalde geen medaille.

## Mannen

### Mistral One Design
| rang   | sporter          | land          |
| ------ | ---------------- | ------------- |
| Goud   | Christoph Sieber | Oostenrijk    |
| Zilver | Carlos Espinola  | Argentinië    |
| Brons  | Aaron McIntosh   | Nieuw-Zeeland |

### Finn klasse
| rang   | sporter      | land             |
| ------ | ------------ | ---------------- |
| Goud   | Iain Percy   | Groot-Brittannië |
| Zilver | Luca Devoti  | Italië           |
| Brons  | Fredrik Lööf | Zweden           |

### 470 klasse
| rang   | sporter                        | land             |
| ------ | ------------------------------ | ---------------- |
| Goud   | Tom King/Mark Turnbull         | Australië        |
| Zilver | Paul Förster/Robert Merrick    | Verenigde Staten |
| Brons  | Juan de la Fuente/Javier Conte | Argentinië       |

## Vrouwen

### Mistral One Design
| rang   | sporter            | land          |
| ------ | ------------------ | ------------- |
| Goud   | Alessandra Sensini | Italië        |
| Zilver | Amelie Lux         | Duitsland     |
| Brons  | Barbara Kendall    | Nieuw-Zeeland |

### Europe klasse
| rang   | sporter             | land             |
| ------ | ------------------- | ---------------- |
| Goud   | Shirley Robertson   | Groot-Brittannië |
| Zilver | Margriet Matthijsse | Nederland        |
| Brons  | Serena Amato        | Argentinië       |

### 470 klasse
| rang   | sporter                         | land             |
| ------ | ------------------------------- | ---------------- |
| Goud   | Jenny Armstrong/Belinda Stowell | Australië        |
| Zilver | Jennifer Isler/Sara Glaser      | Verenigde Staten |
| Brons  | Ruslana Taran/Olena Pakholchyk  | Oekraïne         |

## Open klassen

### Laser klasse
| rang   | sporter           | land             |
| ------ | ----------------- | ---------------- |
| Goud   | Ben Ainslie       | Groot-Brittannië |
| Zilver | Robert Scheidt    | Brazilië         |
| Brons  | Michael Blackburn | Australië        |

### 49er-klasse
| rang   | sporter                      | land             |
| ------ | ---------------------------- | ---------------- |
| Goud   | Jyrki Järvi/Thomas Johanson  | Finland          |
| Zilver | Ian Barker/Simon Hiscocks    | Groot-Brittannië |
| Brons  | Jonathan McKee/Charlie McKee | Verenigde Staten |

### Star klasse
| rang   | sporter                        | land             |
| ------ | ------------------------------ | ---------------- |
| Goud   | Mark Reynolds/Magnus Liljedahl | Verenigde Staten |
| Zilver | Ian Walker/Marc Covell         | Groot-Brittannië |
| Brons  | Torben Grael/Marcelo Ferreira  | Brazilië         |

### Tornado klasse
| rang   | sporter                            | land       |
| ------ | ---------------------------------- | ---------- |
| Goud   | Roman Hagara/Hans-Peter Steinacher | Oostenrijk |
| Zilver | John Forbes/Darren Bundock         | Australië  |
| Brons  | Roland Gäbler/René Schwall         | Duitsland  |

### Soling klasse
| rang   | sporter                                         | land       |
| ------ | ----------------------------------------------- | ---------- |
| Goud   | Jesper Bank/Henrik Blakskjær/Thomas Jacobsen    | Denemarken |
| Zilver | Jochen Schümann/Gunnar Bahr/Ingo Borkowski      | Duitsland  |
| Brons  | Paul Davis/Hermann Johannessen/Espen Stokkeland | Noorwegen  |

## Medaillespiegel
| rang   | land             | goud | zilver | brons | totaal |
| ------ | ---------------- | ---- | ------ | ----- | ------ |
| 1      | Groot-Brittannië | 3    | 2      | 0     | 5      |
| 2      | Australië        | 2    | 1      | 1     | 4      |
| 3      | Oostenrijk       | 2    | 0      | 0     | 2      |
| 4      | Verenigde Staten | 1    | 2      | 1     | 4      |
| 5      | Italië           | 1    | 1      | 0     | 2      |
| 6      | Denemarken       | 1    | 0      | 0     | 1      |
| 6      | Finland          | 1    | 0      | 0     | 1      |
| 8      | Duitsland        | 0    | 2      | 1     | 3      |
| 9      | Argentinië       | 0    | 1      | 2     | 3      |
| 10     | Brazilië         | 0    | 1      | 1     | 2      |
| 11     | Nederland        | 0    | 1      | 0     | 1      |
| 12     | Nieuw-Zeeland    | 0    | 0      | 2     | 2      |
| 13     | Noorwegen        | 0    | 0      | 1     | 1      |
| 13     | Oekraïne         | 0    | 0      | 1     | 1      |
| 13     | Zweden           | 0    | 0      | 1     | 1      |
| totaal | totaal           | 11   | 11     | 11    | 33     |

Athene 1896 · 
Parijs 1900 · 
St. Louis 1904 · 
Londen 1908 · 
Stockholm 1912 · 
Antwerpen 1920 · 
Parijs 1924 · 
Amsterdam 1928 · 
Los Angeles 1932 · 
Berlijn 1936 · 
Londen 1948 · 
Helsinki 1952 · 
Melbourne 1956 · 
Rome 1960 · 
Tokio 1964 · 
Mexico-stad 1968 · 
München 1972 · 
Montréal 1976 · 
Moskou 1980 · 
Los Angeles 1984 · 
Seoel 1988 · 
Barcelona 1992 · 
Atlanta 1996 · 
Sydney 2000 · 
Athene 2004 · 
Peking 2008 · 
Londen 2012 · 
Rio de Janeiro 2016 · 
Tokio 2020 · 
Parijs 2024 · 
Los Angeles 2028

Medaillewinnaars
Atletiek · Badminton · Basketbal · Boksen · Boogschieten · Gewichtheffen · Gymnastiek · Handbal · Hockey · Honkbal · Judo · Kanovaren · Moderne vijfkamp · Paardensport · Roeien · Schermen · Schietsport · Schoonspringen · Softbal · Synchroonzwemmen · Taekwondo · Tafeltennis · Tennis · Triatlon · Voetbal · Volleybal · Waterpolo · Wielersport · Worstelen · Zeilen · Zwemmen